# Marlene VerPlanck
Marlene Paula VerPlanck, geboren als Marlene Pampinella (Newark, New Jersey, 11 november 1933 – 14 januari 2018) was een Amerikaanse jazz- en popzangeres. Haar repertoire is gericht op bigbandjazz, het American Songbook en cabaret.

## Loopbaan
VerPlanck groeide op in haar geboorteplaats. Rond haar negentiende begon ze haar loopbaan. Een vroeg voorbeeld voor haar was de crooner Frank Sinatra. VerPlanck werkte in de orkesten van Tex Beneke en Charlie Spivak. Bij laatstgenoemde bandleider leerde ze haar latere man kennen, de trombonist en arrangeur J. William (Billy) VerPlanck (1930-2009). Met hem was ze zo'n halve eeuw getrouwd en heeft ze ook samengewerkt.
Haar debuutalbum, I Think of You with Every Breath I Take, kwam uit in 1955. Ze werd hierop bijgestaan door Hank Jones, Joe Wilder, Wendell Marshall, Kenny Clarke, en Herbie Mann (niet vermeld). VerPlanck werkte in die tijd voor het orkest van de gebroeders Tommy en Jimmy Dorsey. Na de dood van Tommy Dorsey bleef het echtpaar VerPlanck in New York hangen, waar ze actief werden als studiomusici. Marlene VerPlanck zong tijdens plaatopnames als achtergrondzangeres. Enkele artiesten waarvoor ze zong: Sinatra, Perry Como en Tony Bennett, later Blood, Sweat & Tears en Kiss.
In de jaren zestig verhuisde het echtpaar naar Clifton, waar ze aan eigen projecten werkten. In 1968 verscheen hun album A Breath of Fresh Air. Ze zong in Alec Wilders radioprogramma American Populair Song en kwam met de albums Marlene VerPlanck Sings Alec Wilder en Marlene VerPlanck Loves Johnny Mercer (1979).
Ze trad op in de Carnegie Hall en allerlei clubs en zong op televisie in The Today Show. Sinds het begin van de jaren negentig heeft ze talloze albums uitgebracht, die meestal op het label Audiophile uitkwamen. Aan een van die platen, My Impetuous Heart werkten onder anderen Hank Jones, George Shearing en Marian McPartland mee. In die jaren heeft ze ook veel getoerd.
VerPlanck was tevens actief als zangeres voor reclamefilms; zo zong ze een versie van "M'm M'm Good" voor Campbell's Soup. Ze was ook bekend door reclame voor sigaretten en bier.

## Discografie

### Solo
- I Think of You with Every Breath I Take (1955, Savoy) (uitgebracht onder de naam 'Marlene')
- This Happy Feeling (1969, Mounted) met Billy VerPlank
- Marlene VerPlanck Loves Johnny Mercer (1979, Audiophile)
- A Quiet Storm (1989, Audiophile)
- Pure and Natural (1992, Audiophile)
- Marlene Verplanck Sings Alec Wilder (1992, Audiophile)
- Live! in London (1993, Audiophile)
- A Breath of Fresh Air (1993, Audiophile)
- Marlene VerPlanck Meets Saxomania in Paris (1994, Audiophile)
- A New York Singer (1996, Audiophile)
- You Gotta Have Heart: Marlene Sings Richard Adler (1997, Varèse Sarabande)
- I Like To Sing! (1998, Audiophile)
- What Are We Going to Do With All This Moonlight? (1999, Audiophile)
- A Warmer Place (1999, Audiophile)
- You'd Better Love Me (1999, Audiophile)
- My Impetuous Heart (2000, DRG)
- It's How You Play the Game (2003, Audiophile)
- Speaking of Love (2002, Audiophile) (als Marlene en Billy VerPlanck)
- Now! (2005, Audiophile)
- My Impetuous Heart (2007, Audiophile)
- Once There Was a Moon (2008, Audiophile)
- One Dream at a Time (2010, Audiophile)
- Ballads, Mostly (2013, Audiophile)
- The Mood I'm In (2015, Audiophile)

### Als gastzangeres
met J.J. Johnson
- Goodies (RCA Victor, 1965)

met het John LaSalle Quartet
- Jumpin' at the Left Bank (1959, Capitol) OCLC 13786694